# Afonso Melendes de Gusmão
Afonso Melendes de Gusmão (em castelhano: Alfonso Meléndez de Guzmán; m. 14 de setembro de 1342) foi um nobre de Leão que serviu como mestre da ordem de Santiago entre 1338 e 1342. Era irmão de Leonor de Gusmão, a amante do rei Afonso XI de Castela, e tataraneto de Afonso IX de Leão.

## Vida

### Origens familiares
Afonso era filho de Pedro Nunes de Gusmão e Joana Ponce de Leão. Do seu lado paterno estavam seus avós Álvaro Peres de Gusmão e sua esposa, Maria Girão. Do lado materno, seus avós foram Fernando Peres Ponce de Leão, senhor de Puebla de Asturias e adiantado-mor da fronteira com o Alandalus, e sua esposa, Urraca Guterres de Meneses. Era irmão de Leonor de Gusmão, amante de Afonso XI e mãe de Henrique II.

### Carreira
A primeira vez que aparece na documentação e fontes foi em 1332 quando, coincidindo com a coroação de Afonso XI, foi investido junto com outros rico-homens, um cavaleiro da Ordem da Banda. Em agosto de 1338, foi nomeado por intervenção pessoal de Afonso XI para manter o cargo de seu filho bastardo, o infante Frederico Afonso, filho de Leonor de Gusmão e, portanto, sobrinho de Afonso. Aproveitou a morte de Vasco Rodrigues de Cornado, mestre entre 1327 e 1338, anulando a tentativa judicial dos eleitores, os "13 frades" da ordem, de nomear Vasco Lopes, que até então tinha sido comandante-mor de Castela. O domínio deste último não durou muito. O mestre anterior, Vasco Rodrigues, falecera em meados de julho de 1338 e em 16 de agosto, Melendes já havia assinado a jurisdição de Villanueva de Alcardete (Toledo) como mestre da ordem. Para que assim ocorresse, o rei o fez vestir o hábito.
Durante os quatro anos que durou o seu mandato, dedicou-se ao combate aos mouros. Participou ativamente no sul junto de João Manuel e João Nunes III de Lara, comandando a retaguarda do exército real que conquistou as cidades de Ronda, Antequera e Archidona do Reino Nacérida de Granada antes de voltar em triunfo para Sevilha. No fim de 1339, forças de Guadix atacaram Siles, no bispado de Xaém, então sob posse dos santiaguistas. Melendes estava em Úbeda e reuniu mil cavaleiros e dois mil peões para aliviar o cerco. Seu ataque foi decisivo e salvou a cidade. Em 1340, quando o rei retornou ao norte para obter os recursos, Melendes ficou responsável por cuidar do setor da fronteira próximo de Xaém. No meio do ano, forças do Império Merínida, aliado de Granada, lançaram uma ofensiva sistemática que destruiu a frota castelhana e cercou Tarifa. Na resultante Batalha do Salado, um exército cristão luso-castelhano comandado por Afonso XI e Pedro IV e os líderes das ordens militares venceu decisivamente o exército mouro merínido-granadino.
Em dezembro, em Llerena, um importante enclave de Santiago não muito longe da fronteira, Afonso XI convocou e presidiu as cortes encarregadas de reunir novos recursos para continuar a ofensiva. No rescaldo, Melendes e seus homens foram decisivos no ano subsequente, ajudando no cerco de Alcalá de Benzaide e Santiago de Benameji. Ao longo de 1341, Afonso XI voltou a Madri para reunir recursos para sitiar Algeciras, e encarregou Melendes com a chefia e organização defensiva da fronteira. Em maio de 1342, concedeu 500 maravedis das rendas do mestre do Campo de Montiel, em favor da vila de Segura. O rei voltou em julho, dando início ao cerco. Melendes se encontrava muito enfermo e faleceria em 14 de setembro, poucos meses após o início do empreendimento. O corpo do mestre foi sepultado no panteão familiar franciscano do Mosteiro de São Clemente em Sevilha. Casou-se com Maria de la Cerda, 2,ª dama de Vila Franca de Valcarcel, de quem não houve descendência.